# Villa Feyerabend (Ludwigsburg)
Die Villa Feyerabend in der Solitudeallee 59 in Ludwigsburg ist eine Fabrikantenvilla aus dem 19. Jahrhundert. Sie steht unter Denkmalschutz.

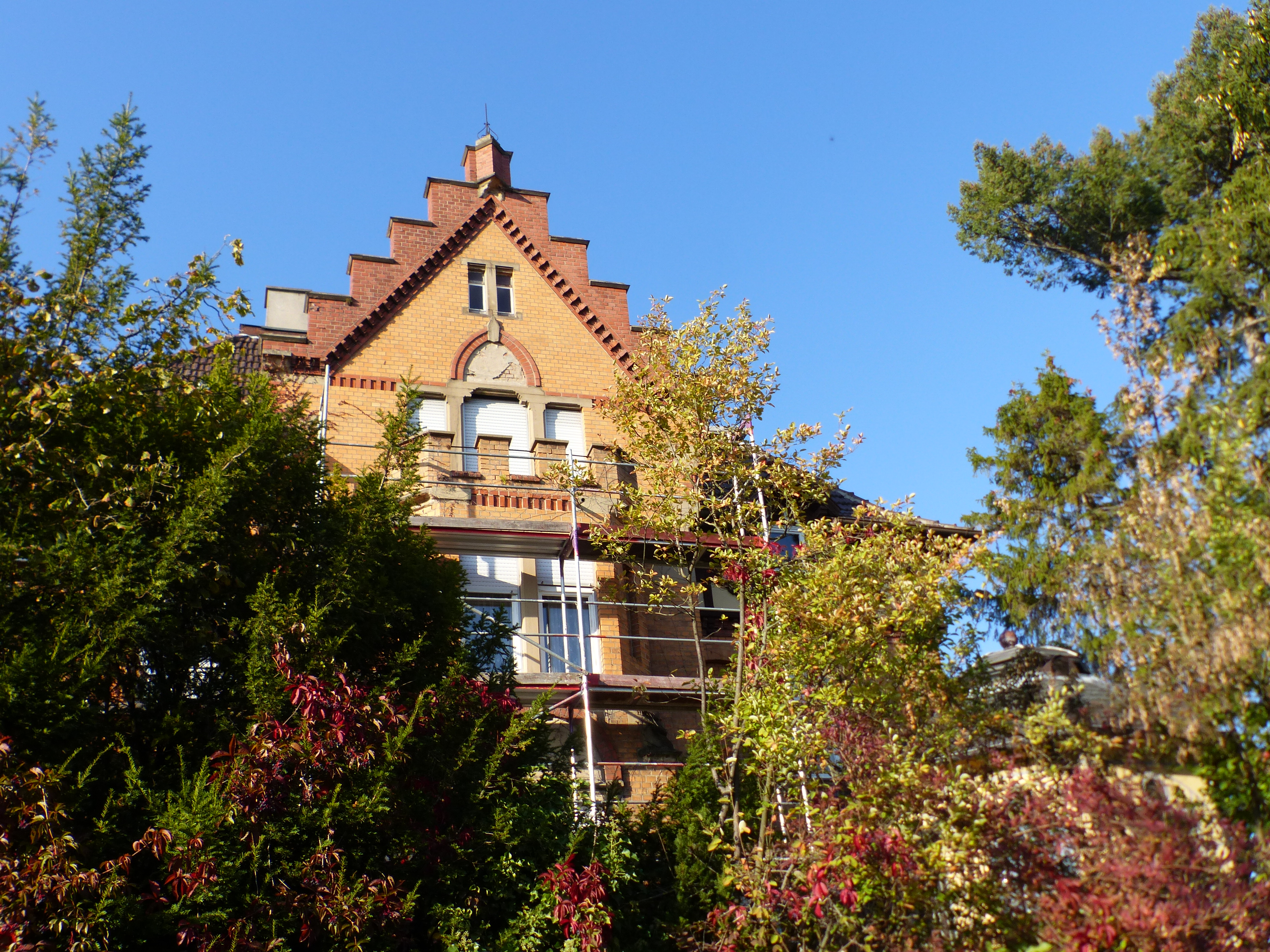
Ludwigsburg, Solitudeallee 59, Villa Feyerabend

## Geschichte und Beschreibung
Die Villa wurde in den Jahren 1898/99 nach Plänen des Architekten Albert Bauder für den Blechwarenfabrikanten Adolf Feyerabend errichtet. Damals stand sie als eine Art Landhaus in einem großzügigen Park, der später weiterer Wohnbebauung zum Opfer fiel.
Im Stil eines romantischen Burgschlosses errichtet, ist die Villa ein Zeugnis des späten Historismus. Aus Backstein errichtet und mit Werkstein-, Fachwerk- und Gusseisenelementen geschmückt, weist sie eine unregelmäßige Fassadengliederung mit gotisierenden, renaissancenahen und zum Teil auch dem frühen Jugendstil geschuldeten Elementen auf.
Die Villa besitzt eine zweigeschossige Halle mit Treppe und Galerie, die mit Schnitzereien und „altdeutscher“ Malerei verziert ist.
Albert Bauder entwarf auch für Feyerabends Geschäftspartner Kallenberg eine historistische Villa in Ludwigsburg, die aber nicht erhalten geblieben zu sein scheint. Die Firma Kallenberg & Feyerabend war 1851 als OHG gegründet worden; Adolf Feyerabend trat 1887 als Teilhaber ein. 1922 wurde sie in eine Aktiengesellschaft umgewandelt. Sie hatte ihren Sitz in der Solitudestraße 46.